# マクラメ

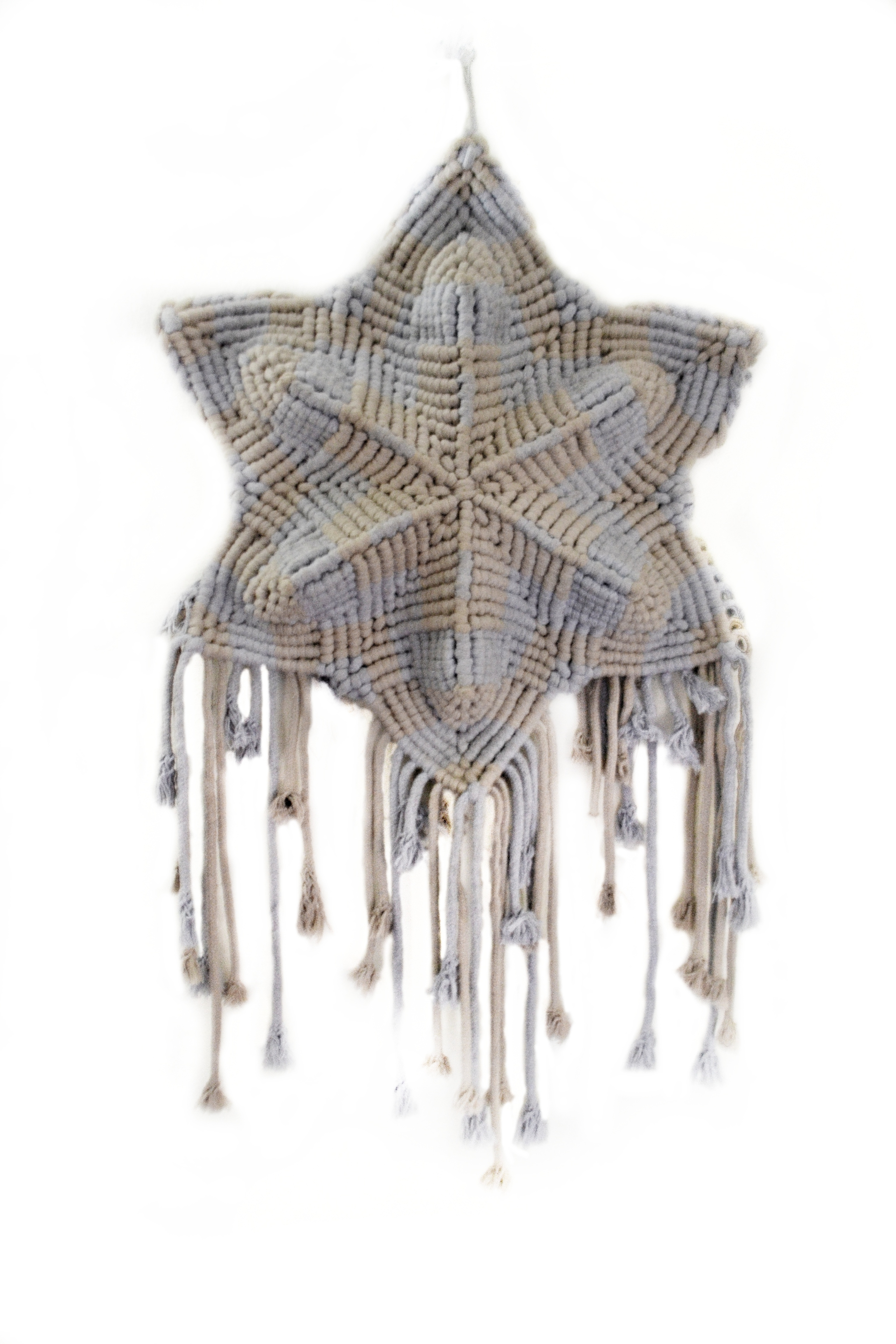
カンバンドリ・マクラメ

マクラメ（フランス語: Macramé）は、織物の一種。主に結びの技術を駆使して作られる。
マクラメは本結びの結び方や様々なひと結びの結び方を組み合わせたものである。マクラメは古くから船乗りによって緻密で装飾的な結び方で作られ、ナイフの柄や瓶、船の部品などに覆い被せていた。

## 歴史

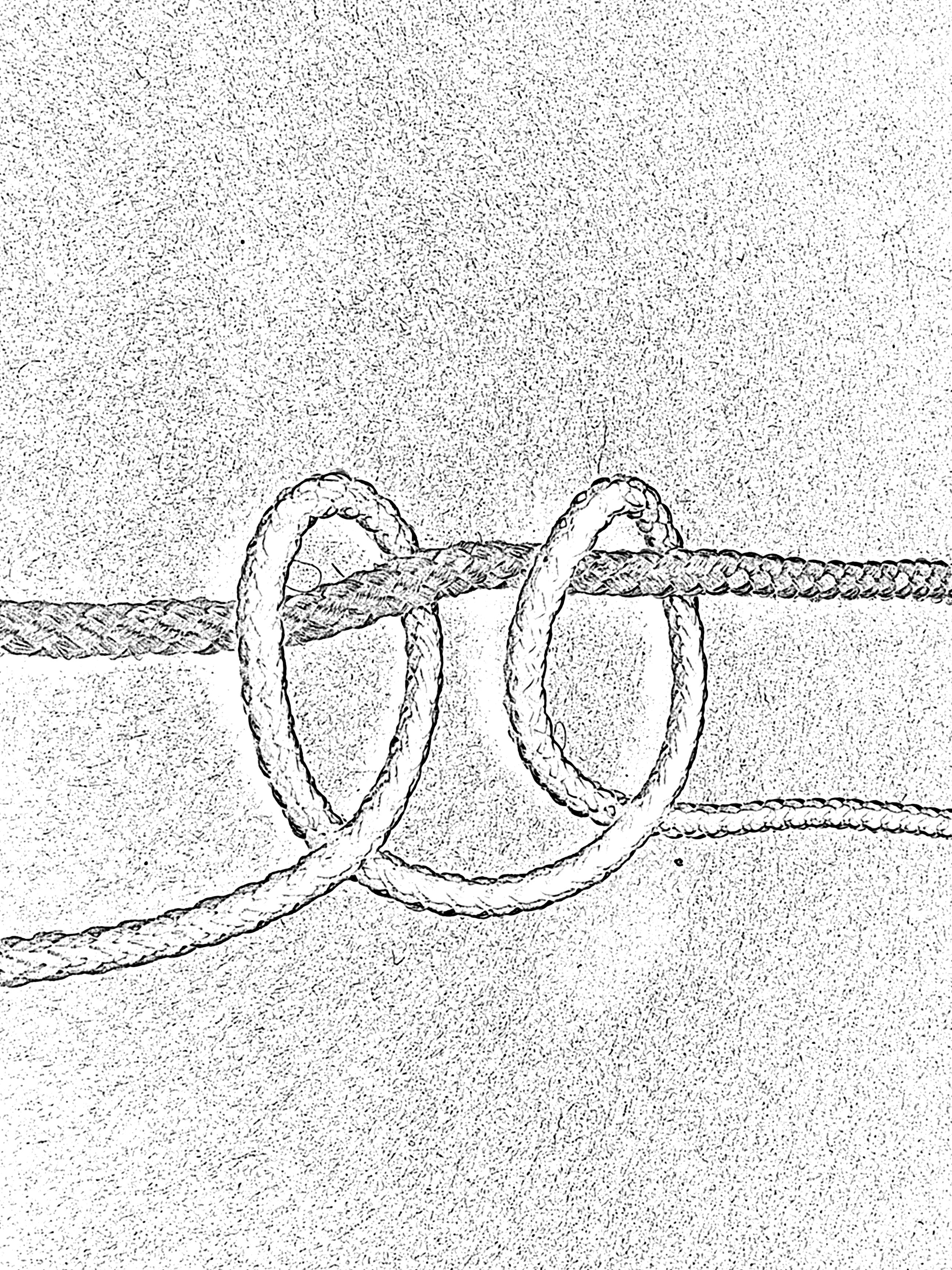
マクラメの結び:左巻きの巻き結び

バビロンやアッシリアの彫刻には、すでにマクラメの装飾が描かれていた。当時の服飾にはふさ飾りのような編み込みが施されており、当時の石像にもみられる。
アラブ人は手織りの布地(タオルやショール、ベールなど)の端で余った糸を結んで、装飾的なふさ飾りを施していた。マクラメの語はアラビア語のmakramīya (مكرمية)に由来している。この語は「縞模様のタオル」「装飾的なフリンジ」「刺繍されたベール」といった意味があると考えられている。 他の説では、トルコ語で「タオル」や「ナプキン」という意味のmakramaに由来しているというものもある。北アフリカではこのようなふさ飾りがラクダや馬に対してのハエ避けの役割をも担っていた。
ウマイヤ朝によるヒスパニア征服後にはスペインからイタリアのリグーリア地方へと伝わり、やがてヨーロッパ全土へと広まった。イングランドでは、17世紀後半にメアリー2世が宮廷の女官に教えて以来広まっていった。

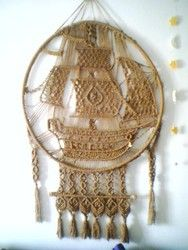
船を編んだマクラメ

イギリスではヴィクトリア時代には人気があり、当時のテーブルクロスやベッドカバー、カーテンなどにマクラメの編み物が施されており、当時のほとんどの家庭で見ることができた。
船乗りらは暇なときにマクラメ細工をし、売買や物々交換を通して中国や新世界へも広まった。19世紀のアメリカやイギリスの船乗りらはハンモックやベルに付けるふさ飾り、ベルトなどをマクラメで作った。

## 素材

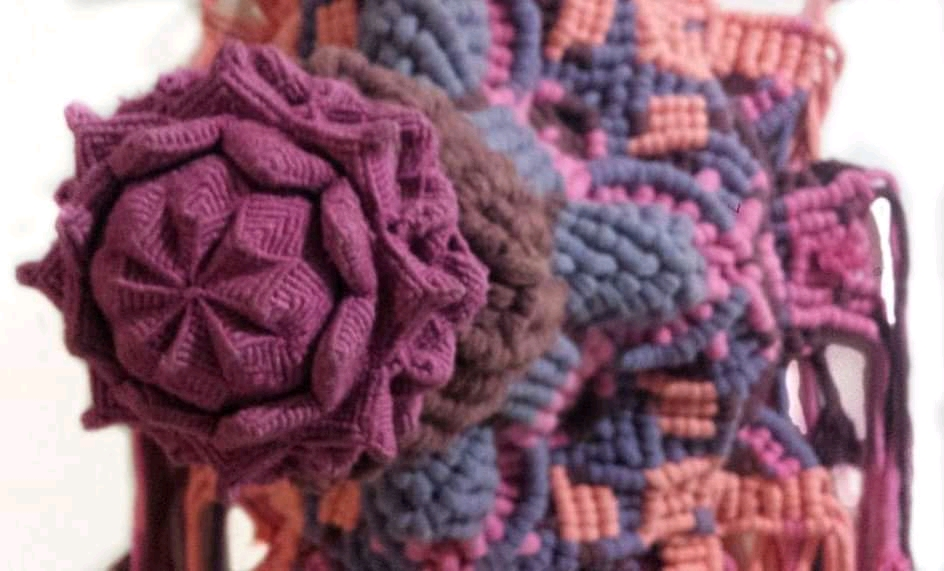
絹糸や綿糸より作られたマクラメの装飾

マクラメに用いられる糸には絹糸、綿糸、リネンの糸、麻糸、黄麻糸、皮革の糸、毛糸などがある。3つの糸を撚り合わせた「3プライコード」などの構造でその糸を識別することができる。